# Gaius Bruttius Praesens (Konsul 153)
Gaius Bruttius Praesens  war ein römischer Politiker und Senator des 2. Jahrhunderts n. Chr.
Bruttius war ein Mitglied der patrizischen gens Bruttia aus Lukanien und war ein Sohn des Gaius Bruttius Praesens, der im Jahr 139 Konsul gewesen war. Sein vollständiger Name lautete Lucius Fulvius … Gaius Bruttius Praesens Min… Laberius Maximus Pompeius L... … Valens Cornelius Proculus … Aquilius Veiento. Das Agnomen Polyonymus wird nur auf seiner Grabinschrift genannt.
Bruttius war Quästor, hatte im Laufe seines Lebens zahlreiche Priesterämter inne. Er bekleidete 153 zusammen mit Aulus Iunius Rufinus das ordentliche Konsulat; dies ist u. a. durch Militärdiplome belegt, die z. T. auf den 5. März 153 datiert sind. Im Feldzug gegen die Sarmaten war er comes der späteren Kaiser Mark Aurel und Commodus; letzterem gab er seine Tochter Bruttia Crispina zur Frau. Ein weiteres Amt, das auf einer Inschrift erwähnt wird, kann nicht eindeutig rekonstruiert werden; es könnte sich um die Stadtpräfektur von Rom oder das Prokonsulat der Provinz Africa oder Asia gehandelt haben. Im Jahr 180 wurde Bruttius erneut Konsul. Sein Sohn war Lucius Bruttius Quintius Crispinus.